# European League of Football
De European League of Football (ELF) is een professionele American football-competitie. Het is de eerste volledig professionele competitie in Europa sinds de ondergang van NFL Europa, in 2007. De competitie bestaat uit 16 teams in Duitsland, Oostenrijk, Polen, Spanje, Hongarije, Zwitserland, Italië, Frankrijk en Tsjechië en de organisatie is van plan om in de komende jaren uit te breiden naar minstens twintig teams. De nieuwe competitie werd officieel opgericht in november 2020 en begon op 19 juni 2021 met acht teams.

## Teams
De competitie had in het tweede seizoen twaalf teams, verdeeld in een noord-, centrum- en zuiddivisie. De competitie heeft zeven teams in Duitsland, twee teams in Oostenrijk, één team in Polen, één team in Spanje en één team uit Turkije.
| Naam team            | Land              | Stad             | Stadion                             | Capaciteit    |
| Divisie Oost         | Divisie Oost      | Divisie Oost     | Divisie Oost                        | Divisie Oost  |
| -------------------- | ----------------- | ---------------- | ----------------------------------- | ------------- |
| Fehérvár Enthroners  | Hongarije         | Székesfehérvár   | First Field                         | 3.500         |
| Prague Lions         | Tsjechië          | Praag            | FK Viktoriastadion                  | 5.600         |
| Vienna Vikings       | Oostenrijk        | Wenen            | Hohe Warte Stadium / Generali Arena | 5.500 /17.500 |
| Wrocław Panthers     | Polen             | Wrocław          | Stadion Olimpijski                  | 11.000        |
| Divisie Zuid         |                   |                  |                                     |               |
| Helvetic Mercenaries | Zwitserland       | Kriens           | Sportzentrum Kleinfeld              |               |
| Munich Ravens        | Duitsland         | München          | Sportpark Unterhaching              | 15.053        |
| Raiders Tirol        | Oostenrijk        | Innsbruck        | Tivoli Stadion Tirol                | 16.008        |
| Madrid Bravos        | Spanje            | Madrid           | Estadio Vallehermoso                | 10.000        |
| Divisie West         |                   |                  |                                     |               |
| Stuttgart Surge      | Duitsland         | Stuttgart        | Gazi-Stadion auf der Waldau         | 11.410        |
| Cologne Centurions   | Duitsland         | Keulen           | Südstadion                          | 11.748        |
| Frankfurt Galaxy     | Duitsland         | Frankfurt        | PSD Bank Arena                      | 12.542        |
| Paris Musketeers     | Frankrijk         | Parijs           | Stade Jean-Bouin                    | 20.000        |
| Divisie Noord        |                   |                  |                                     |               |
| Berlin Thunder       | Duitsland         | Berlijn          | Friedrich-Ludwig-Jahn-Sportpark     | 19.708        |
| Hamburg Sea Devils   | Duitsland         | Hamburg          | Stadion Hoheluft                    | 11.000        |
| Rhein Fire           | Duitsland         | Düsseldorf       | Schauinsland-Reisen-Arena           | 31.500        |
| Nordic Storm         | Denemarken Zweden | Kopenhagen Malmö | Gladsaxestadion                     | 13.507        |

| Voormalige Teams  | Voormalige Teams | Voormalige Teams | Voormalige Teams        |
| Naam team         | Land             | Stad             | Stadion                 |
| ----------------- | ---------------- | ---------------- | ----------------------- |
| Barcelona Dragons | Spanje           | Reus             | Estadi Municipal        |
| Leipzig Kings     | Duitsland        | Leipzig          | Bruno-Plache-Stadion    |
| Istanbul Rams     | Turkije          | Istanbul         | Yusuf Ziya Öniş Stadium |
| Helvetic Guards   | Zwitserland      | Wil              | Lidl Arena              |

## Uitbreidingsplannen
Bij de oprichting verklaarde de ELF dat ze plannen hebben om in de toekomst uit te breiden naar ten minste 20 teams uit 10 landen. Volgens commissaris Patrick Esume heeft de competitie interesse gewekt in Oostenrijk, Spanje, Frankrijk en Engeland. Een specifiek team waarvan werd gezegd dat het geïnteresseerd was in deelname aan de competitie, was de London Warriors. In april 2021 onthulde Frankfurt Galaxy GM Alexander Korosek dat, naast Londen, franchises in Istanboel, Parijs, Stockholm, Kopenhagen en Madrid waarschijnlijk binnen de komende 2 jaar zullen worden toegevoegd, terwijl teams in Milaan, Boekarest, Sofia en Brussel op een later moment zullen toetreden tot de competitie.
In mei 2022, net voor de start van het seizoen, werden de nieuwe teams Milano Seamen, Hungarian Enthroners en Helvetic Guards bekendgemaakt. In September 2022 werd nog het team Munich Ravens voor het seizoen 2023 aangekondigd.
Er zijn ook plannen voor een toekomstige toetreding van de Amsterdam Admirals tot de competitie.

## Finalewedstrijden
| Jaar | Thuisteam          | Uitteam          | Uitslag | Land       | Plaats        | Stadion                   | Bezoekers |
| ---- | ------------------ | ---------------- | ------- | ---------- | ------------- | ------------------------- | --------- |
| 2021 | Hamburg Sea Devils | Frankfurt Galaxy | 30:32   | Duitsland  | Düsseldorf    | Merkur Spiel-Arena        | 22.000    |
| 2022 | Hamburg Sea Devils | Vienna Vikings   | 15:27   | Oostenrijk | Klagenfurt    | Wörtherseestadion         | 14.566    |
| 2023 | Rhein Fire         | Stuttgart Surge  | 53:34   | Duitsland  | Duisburg      | Schauinsland-Reisen-Arena | 31.500    |
| 2024 | Vienna Vikings     | Rhein Fire       | 20:51   | Duitsland  | Gelsenkirchen | Veltins-Arena             | 41.364    |
| 2025 |                    |                  |         | Duitsland  | Stuttgart     | MHPArena                  |           |